# Elise Skinnehaugen
Elise Skinnehaugen (* 3. Juni 1996 in Hamar, Norwegen) ist eine norwegische Handballspielerin, die für den norwegischen Erstligisten Storhamar Håndball aufläuft.

## Karriere

### Im Verein
Skinnehaugen begann im Alter von fünf Jahren das Handballspielen in ihrer Geburtsstadt bei Storhamar Håndball. Zusätzlich spielte sie in ihrer Jugend Fußball in einer Jungenmannschaft. Nachdem Skinnehaugen, die sowohl im rechten Rückraum als auch auf Rechtsaußen einsetzbar ist, im Jugendbereich von Storhamar Håndball aktiv war, stand sie erstmals im November 2013 im Kader der Erstligamannschaft. Mit Storhamar wurde sie 2019, 2020 und 2021 norwegischer Vizemeister. Zur Saison 2021/22 wechselte sie zum Ligakonkurrenten Molde HK. Ab der Saison 2023/24 stand sie beim französischen Erstligisten Toulon Saint-Cyr Var Handball unter Vertrag. Im Sommer 2025 kehrte sie zum Verein Storhamar Håndball zurück.

### In Auswahlmannschaften
Skinnehaugen bestritt am 28. September 2018 ihr erstes Spiel für die norwegische B-Nationalmannschaft. Bislang absolvierte sie vier B-Länderspiele, in denen sie vier Treffer erzielte.

## Sonstiges
Ihre Zwillingsschwester Emma Skinnehaugen sowie ihr Lebensgefährte Håkon Ekren spielen ebenfalls Handball.